# Robert Stanford Tuck

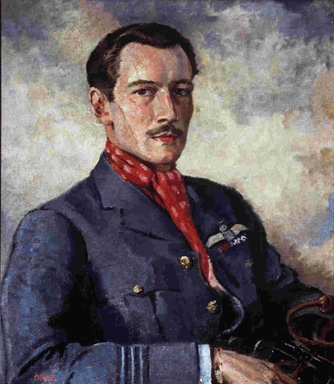
Portrait de Robert Stanford Tuck réalisé par Cuthbert Orde.

Roland Robert Stanford Tuck (1er juillet 1916 – 5 mai 1987) est un pilote de chasse britannique, as de la Seconde Guerre mondiale. Il s’est particulièrement illustré lors de la Bataille d’Angleterre.

## Biographie
Robert Roland Stanford Tuck est né à Catford, près de Londres, le 1er juillet 1916. Il fait ses études à Saint-Dunstan's College où il excelle surtout en sport : il est champion de tir. À l’âge de 16 ans, en 1932, il entre dans la marine marchande. Il navigue à bord du Marconi, un cargo frigorifique qui fait la navette avec l'Amérique du Sud. Il s'attire le respect du capitaine et de l'équipage par son habileté au tir. Il apprend aussi à lancer le couteau. En 1935, il rejoint la Royal Air Force. Au terme de son instruction, en août 1936, il est breveté pilote et affecté à l'escadrille no. 65 « East India » à RAF Hornchurch, qui vole alors sur biplan Gloster Gladiator,. Le 18 janvier 1938, il est victime d’une collision aérienne avec un autre Gladiator. Son appareil tombe vers le sol sans qu’il puisse s’extraire du cockpit sur lequel les ailes se sont repliées. Il se croit perdu, mais la verrière explose, ce qui lui permet de sauter en parachute in extremis,,. Début 1939, l'escadrille est rééquipée en Supermarine Spitfire.

### Seconde guerre mondiale

#### Bataille de France
Le 1er mai 1940, Standford-Tuck doit quitter son unité pour prendre le poste de Flight Commander de l'escadrille no. 92 basée à Croydon. C’est avec cette unité qu’il va remporter ses premières victoires durant la Bataille de France, au-dessus de Dunkerque. Dès sa première patrouille de combat, le 23 mai 1940, il revendique trois chasseurs allemands abattus près de Saint-Omer, un Messerschmitt 109 et deux Messerschmitt 110. Le lendemain, il abat deux bombardiers Dornier 17, et encore un autre le lendemain. Lors du combat du 24 mai 1940 avec les Dornier 17, il est légèrement blessé. A l'atterrissage il découvre qu'une balle allemande a été stoppée par une pièce de monnaie qu’il avait dans la poche. La pièce deviendra son porte-bonheur. Le 2 juin, il ajoute un Heinkel 111 et un Messerschmitt 109. À l’issue des opérations d’évacuation de Dunkerque, le 3 juin, son palmarès faisait état de sept avions ennemis abattus, un appareil abattu en collaboration et deux autres endommagés. Cela en fait un des premiers pilotes britanniques à obtenir cinq victoires en pilotant des Spitfire. Il reçoit la Distinguished Flying Cross (DFC) le 11 juin.

#### Bataille d’Angleterre
Durant la Bataille d’Angleterre il touche un Junkers Ju 88 isolé au-dessus de Cardiff, au Pays de Galles. Avant de fuir, l’avion largue ses bombes au hasard. L’une d’elles tombe sur une caserne de l’armée et tue un seul soldat : John King Spark, le beau-frère de Standford-Tuck,.
Au mois de juillet et août, son palmarès s’enrichit. Le 18 août, il abat un Junkers Ju 88 et en endommage un autre, mais son avion est touché et il doit sauter en parachute. Le 25 août il abat un Dornier Do 17 au large des côtes galloises, mais son moteur est touché. Planant jusqu’à la côte, il parvient à se poser sur le ventre, pratiquement au bord des falaises. En septembre, il est nommé chef d'escadrille et prend le commandement de l'escadrille no. 257 « Burma », basée à RAF Coltishall (en), qui vole sur Hawker Hurricane,. Le 15 septembre, il emmène au combat son escadrille pour le jour le plus dur de la Bataille d’Angleterre. Sa formation affronte près de soixante appareils ennemis. Il abat un Messerschmitt 110, puis une semaine après un Messerschmitt 109. Le 4 octobre, il abat encore un Junkers Ju 88. Au mois d’octobre, il effectue une visite à son ancienne escadrille no. 92, et après avoir piloté un Spitfire qu’on lui avait prêté, il enregistra une victoire de plus, contre un Messerschmitt 109.
En janvier 1941, il est décoré du Distinguished Service Order (DSO). En mars 1941, il reçoit une seconde agrafe (Bar) à sa DFC. En avril 1941, alors qu’il prend un verre dans un pub avec quelques camarades, un pressentiment le pousse à sortir au plus vite de cet endroit. Il essaye de persuader ses camarades de partir avec lui : aucun ne veut le suivre. Il sort donc seul. À peine a-t-il parcouru quelques mètres qu’une bombe tombe sur le pub et tue tous ses occupants.
Le 21 juin 1941, son Hurricane est touché et il doit sauter en parachute en mer. Un navire britannique le repêche. En décembre 1941, il est nommé Chef de l’Escadre de Biggin Hill, qui était dotée de Spitfire VB. En 1941, il réussit à atterrir après avoir été touché, mais à peine a-t-il touché le sol qu’une aile se détache,.

#### Capture
Le 28 janvier 1942, alors qu’il participe à une mission sweep (coup de balai) au-dessus de la France, son appareil est touché par des tirs venus du sol près de Boulogne-sur-Mer. Il doit se poser en catastrophe, mais réussit encore à mitrailler une batterie de DCA allemande. Capturé, il n’est pas lynché par les soldats allemands, à sa grande surprise. Les Allemands viennent l’aider à s’extraire de son avion et l’entraînent vers la batterie qu’il a mise hors de combat. Un de ses obus de 20 millimètres a pénétré par la gueule d’un des tubes de même calibre et l’a ouvert comme une banane épluchée. Les Allemands sont si étonnés par cet exploit qu’ils en oublient leurs camarades tués,. Il est conduit auprès de l’as allemand Adolf Galland qui l’accueille avec courtoisie,. Galland avait réservé le même accueil à un autre as britannique : Douglas Bader, le pilote sans jambes. Au moment de sa capture, Stanford-Tuck avait à son actif 29 victoires aériennes confirmées (27 appareils abattus, deux avions abattus en collaboration), plus six destructions probables, six avions ennemis endommagés et un appareil endommagé en collaboration.

#### Fin de la guerre
Prisonnier de guerre, Stanford-Tuck est détenu trois ans au Stalag Luft III à Żagań (Sagan). Après plusieurs tentatives d’évasion ratées, il réussit enfin en janvier 1945 à s’évader en compagnie d’un pilote polonais de la RAF, le capitaine Zbishek Kustrzynsky et parvient à rejoindre les lignes soviétiques. Les Soviétiques le renvoient en Grande-Bretagne.

## Après-guerre
Robert Tuck reste dans la RAF jusqu’en 1949, puis prend sa retraite. Il travaille comme pilote d’essais, notamment sur le bombardier à réaction English Electric Canberra. Puis se lance dans la culture des champignons dans le Kent, où il décède en 1987.

## Décorations
- Distinguished Service Order
- Distinguished Flying Cross avec deux agrafes (Bars)
- Air Force Cross